# Antalyaspor
Antalyaspor är en fotbollsklubb från Antalya, Turkiet.
Klubben grundades den 2 juli 1966 när tre lokala lag (Yenikapı SuSpor, İlk Işıkspor och Ferrokromspor) förenades för att bilda en klubb för kuststaden Antalya. 

## Spelartrupp
| Nr | Land                    | Pos | Namn                           |
| -- | ----------------------- | --- | ------------------------------ |
| 1  | Brasilien               | MV  | Helton Leite                   |
| 3  | Turkiet                 | F   | Bahadir Özturk                 |
| 4  | Kosovo                  | F   | Amar Gërxhaliu                 |
| 5  | Turkiet                 | MF  | Mevlüt Han Ekelik              |
| 6  | Nordmakedonien          | MF  | Erdal Rakip                    |
| 7  | Turkiet                 | F   | Bünyamin Balcı                 |
| 8  | Bosnien och Hercegovina | MF  | Dario Šarić (lån från Palermo) |
| 9  | Polen                   | A   | Adam Buksa (lån från Lens)     |
| 10 | Sverige                 | A   | Sam Larsson                    |
| 11 | Turkiet                 | F   | Güray Vural                    |
| 12 | Turkiet                 | MV  | Kağan Arıcan                   |
| 16 | Israel                  | MF  | Ramzi Safouri                  |
| 17 | Tyskland                | F   | Erdoğan Yeşilyurt              |
| 18 | Polen                   | MF  | Jakub Kałuziński               |

| Nr | Land                    | Pos | Namn                    |
| -- | ----------------------- | --- | ----------------------- |
| 19 | Tyskland                | MF  | Ufuk Akyol              |
| 20 | Bosnien och Hercegovina | MF  | Deni Milošević          |
| 21 | Turkiet                 | F   | Ömer Toprak             |
| 22 | Nederländerna           | MF  | Sander van de Streek    |
| 23 | Turkiet                 | MV  | Ataberk Dadakdeniz      |
| 27 | Turkiet                 | F   | Mert Yılmaz             |
| 29 | Israel                  | MF  | Sagiv Yehezkel          |
| 34 | Turkiet                 | MV  | Doğukan Özkan           |
| 44 | Brasilien               | F   | Naldo                   |
| 72 | Turkiet                 | A   | Harun Toprak            |
| 80 | Turkiet                 | MF  | Emre Uzun               |
| 89 | Turkiet                 | F   | Veysel Sarı (lagkapten) |
| 97 | Kongo-Kinshasa          | A   | Britt Assombalonga      |